# Agostinho da Silva
George Agostinho Baptista da Silva GCSE (Porto, Bonfim, 13 de fevereiro de 1906 – Lisboa, São Francisco Xavier, 3 de abril de 1994) foi um filósofo, poeta, ensaísta, professor, filólogo, pedagogo e tradutor português. O seu pensamento combina elementos de panteísmo, milenarismo e ética da renúncia, afirmando a Liberdade como a mais importante qualidade do ser humano. Agostinho da Silva pode ser considerado um filósofo prático empenhado, através da sua vida e obra, na mudança da sociedade. Passou considerável tempo de sua vida no Brasil.

## Biografia

### Início
George Agostinho Baptista da Silva nasceu no Porto, freguesia do Bonfim, a 13 de fevereiro de 1906, às 20h00, filho de Francisco José Agostinho da Silva, terceiro aspirante da Alfândega do Porto, e de Georgina do Carmo Baptista e Silva, doméstica, ambos naturais de Lisboa.
Mudou-se, ainda nesse ano, para Barca d'Alva (Figueira de Castelo Rodrigo), onde viveu até aos seus 6 anos, regressando depois ao Porto, onde inicia os estudos na Escola Primária de São Nicolau em 1912, ingressando em 1914 na Escola Industrial Mouzinho da Silveira e completando os estudos secundários no Liceu Rodrigues de Freitas, de 1916 a 1924.

### Formação
Realizando um percurso académico notável e excecional, de 1924 a 1928 Agostinho da Silva fez Filologia Clássica, na Faculdade de Letras da Universidade do Porto, tendo concluído a licenciatura com 20 valores. Em 1929, somente um ano depois de se licenciar, e quando contava apenas 23 anos, defendeu a sua dissertação de doutoramento a que deu o título O Sentido Histórico das Civilizações Clássicas, doutorando-se com louvor.
Depois disso começou a escrever para a revista Seara Nova, colaboração que manteve até 1938.
Em 1931 parte como bolseiro para Paris, onde estudou na Sorbonne e no Collège de France.

### Docência e perseguição política
Após o seu regresso em 1933, lecionou no ensino secundário em Aveiro até ao ano de 1935, altura em que foi demitido do ensino oficial por se recusar a assinar a Lei Cabral, que obrigava todos os funcionários públicos a declararem por escrito que não participavam em organizações secretas (e como tal subversivas). No mesmo ano, conseguiu uma bolsa do Ministério das Relações Exteriores de Espanha e foi estudar para o Centro de Estudos Históricos de Madrid. Em 1936 regressou a Portugal devido à iminência da Guerra Civil Espanhola.
Criou o Núcleo Pedagógico Antero de Quental em 1939, e em 1940 publicou Iniciação: cadernos de informação cultural. Sendo preso pela polícia política em 1943, abandonou o país no ano seguinte (1944) em direção à América do Sul, passando pelo Brasil, Uruguai e Argentina, no seguimento da sua oposição ao Estado Novo conduzido por Salazar.

### Exílio no Brasil
Em 1947, instalou-se definitivamente no Brasil, onde viveu até 1969. Estabeleceu-se inicialmente em São Paulo e depois mudou-se para o Itatiaia, onde fundou uma comunidade. Em 1948, começou a trabalhar no Instituto Oswaldo Cruz do Rio de Janeiro, estudando entomologia, e ensinando simultaneamente na Faculdade Fluminense de Filosofia. Colaborou com Jaime Cortesão na pesquisa sobre Alexandre de Gusmão. De 1952 a 1954, ensinou na Universidade Federal da Paraíba em João Pessoa e também em Pernambuco.
Entre 1944 e 1954, manteve um contacto estreito com Vicente Ferreira da Silva e sua esposa Dora Ferreira da Silva.
Em 1954, novamente com Jaime Cortesão, ajudou a organizar a Exposição do Quarto Centenário da Cidade de São Paulo. Adquiriu a nacionalidade brasileira em 1959, perdendo automaticamente a nacionalidade portuguesa pelo disposto na alínea a) da base XVIII da Lei nº 2098, de 29 de julho de 1959, que determinava a perda da nacionalidade portuguesa a quem adquirisse nacionalidade estrangeira. Um dos fundadores da Universidade Federal de Santa Catarina em Florianópolis, criou o Centro de Estudos Afro-Orientais e ensinou Filosofia do Teatro na Universidade Federal da Bahia, tornando-se em 1961 assessor para a política externa do presidente Jânio Quadros. Participou na criação da Universidade de Brasília e do seu Centro Brasileiro de Estudos Portugueses no ano de 1962 e, dois anos mais tarde, criou a Casa Paulo Dias Adorno em Cachoeira e idealizou o Museu do Atlântico Sul em Salvador da Bahia.

### Regresso a Portugal
Regressou a Portugal em 1969, após a doença e morte de Salazar e a sua substituição por Marcello Caetano, facto que deu origem a alguma abertura política e cultural no regime na chamada primavera marcelista. Desde então continuou a escrever e a lecionar em diversas universidades portuguesas, dirigindo o Centro de Estudos Latino-Americanos da Universidade Técnica de Lisboa, e no papel de consultor do Instituto de Cultura e Língua Portuguesa (atual Instituto Camões).
Em 1990, a RTP1 emitiu uma série de treze entrevistas com o professor Agostinho da Silva, denominadas Conversas Vadias. Uma delas, memorável, Conversa com Adelino Gomes, foi emitida em 1990. Conduzida por António Escudeiro, outra entrevista chamada Agostinho por si próprio, relativa ao estudo histórico sobre o culto do Espírito Santo, foi publicada pela editora Zéfiro em 2006.
Readquiriu a nacionalidade portuguesa em 1992, nos termos do artigo 31.º da Lei da Nacionalidade - Lei n.º 37/81, de 3 de outubro - que permite a reaquisição da nacionalidade portuguesa a quem tenha a perdido por via do disposto na Lei n.º 2098, de 29 de junho de 1959, que determinava a perda automática de nacionalidade portuguesa a quem adquirisse nacionalidade estrangeira.

### Morte
Morreu no Hospital de São Francisco Xavier, em Lisboa, a 3 de abril de 1994.

## Homenagens e Reconhecimento
A 12 de março de 1987, foi agraciado com o grau de Grã-Cruz da Ordem Militar de Sant'Iago da Espada.

## Vida pessoal
Casou em Lisboa, na casa da noiva, área da 6.ª Conservatória do Registo Civil, a 1 de outubro de 1930, com Berta David e Silva, natural de Lisboa, filha de Joaquim José Agostinho da Silva, oficial da Armada, e de Laura da Purificação David e Silva, doméstica, também naturais de Lisboa. Partiu com Berta para o Brasil, em 1944, mas o casal separou-se e foi decretado o divórcio, apenas 24 anos depois, por sentença transitada em julgado a 27 de junho de 1969, proferida pelo Tribunal da 2.ª Vara Cível da Comarca de Lisboa, com fundamento em «abandono completo [há] cerca de 24 anos». Do casamento resultaram dois filhos, Pedro Manuel e Maria Gabriela.
Conheceu a segunda companheira, Maria Judith Zuzarte Cortesão, filha de Jaime Cortesão, num círculo cultural no Brasil, onde pontificavam Sérgio Buarque de Holanda, Murilo Mendes, Cecília Meireles, Clarice Lispector, Carlos Scliar, Lasar Segall, Darcy Ribeiro. Da relação resultaram oito filhos — seis biológicos e dois adotivos —, 21 netos e uma bisneta. O casal residiu sucessivamente em Itatiaia, em Santa Catarina e no Uruguai. No início do segundo semestre de 1954, Judith e Agostinho voltaram a residir em São Paulo, após um período na Paraíba onde ele foi professor, por conta da participação de Agostinho, a convite do seu sogro, na organização da Exposição Histórica em Comemoração ao IV Centenário da cidade de São Paulo. Aí conviveram com Dora e Vicente Ferreira da Silva e os modernistas brasileiros.
Era vegetariano. Comia o menos carne possível (tal como diz numa das suas últimas entrevistas, concedida a Herman José). Não se sabe ao certo quantos filhos teve, mas foram mais que sete de acordo com o seu biógrafo António Cândido Franco. A vida de boêmio que levou no Brasil muito contribuiu para que descuidasse as suas responsabilidades paternais, e o levasse a ter filhos que acabaram por ficar registados no bilhete de identidade com pai incógnito.

## Posteridade
Um documentário sobre o próprio, intitulado "Agostinho da Silva: um pensamento vivo" (disponível no Youtube), foi realizado por João Rodrigo Mattos e lançado pela Alfândega Filmes em 2004.
Agostinho da Silva é referenciado como um dos principais intelectuais portugueses do século XX. Da sua extensa bibliografia, destacam-se o livro Sete cartas a um jovem filósofo, publicado em 1945.
Participa como colaborador em diversas publicações periódicas, nomeadamente nas revistas: 57 (1957-1962) e Princípio (1930).

## Obras
- A vida de Pestalozzi (Seara Nova,1938).
- A vida de Pasteur (Seara Nova,1938).
- A vida de Moisés (Seara Nova,1938).
- A vida de Pasteur (Seara Nova, 1938)
- A vida de Washington (Inquérito,1939).
- Sanderson e a escola de Oundle (Inquérito, 1941)
- O Islamismo (Lisboa,1942).
- La Araneoj, Livro em Esperanto.

(Porto,1944,Tip.J.R.Gonçalves Lda).
- Fôlhas de erva (Lisboa,1943).Livro de Walt Whitman traduzido e editado por Agostinho.
- Parábola da mulher de Loth (Edição do autor,1944).
- Moisés e outras páginas bíblicas (1945)
- Um Fernando Pessoa (Agir, 1958)
- Sete cartas a um jovem filósofo: seguidas de outros documentos para o estudo de José Kertchy Navarro (1945)
- Um Fernando Pessoa e Antologia de Releitura (Guimarães, 1959)
- Carta vária (Relógio D'Água,1989).
- Quadras inéditas (Ulmeiro, 1990)
- Vida Conversável (1994)
- Do Agostinho em Torno do Pessoa (póstumo, 1997)
- Uns poemas de Agostinho (póstumo, 1997)